# Alberto da Cimego
Alberto da Cimego o da Trento, erroneamente indicato come Carentino e Tarentino (1260 circa – dopo il 1307) è stato uno dei più ferventi seguaci di fra Dolcino.
Originario di Cimego e fabbro di professione, attorno al 1300 incontrò fra Dolcino rimanendo affascinato dalla sua predicazione e nel 1302 lo seguì con la moglie a Bologna, divenendo uno dei più ferventi seguaci. Giunto a Bologna con il maestro, lo ospitò nella sua nuova casa assieme a Silva da Trento, Secondino da Brescia e altri dolciniani.
Condannato alla penitentia de crucibus, mentre la moglie finiva sul rogo, tornò da Dolcino e lo avrebbe seguito sino alla sconfitta sul monte Rubello. Imprigionato per qualche tempo, fu arso vivo dopo il 1307.